# Карпова, Евдокия Фёдоровна
Евдокия Фёдоровна Карпова (8 марта 1923 — 5 декабря 2000) — советский государственный и партийный деятель, заместитель Председателя Совета Министров РСФСР.

## Биография
Родилась в 1923 году в Рязанской губернии, русская. Член ВКП(б) с 1952 года. Окончила Московский текстильный институт.
В 1949–1954 годах мастер ткацкого производства, заведующая лабораторией Егорьевского меланжевого комбината. С 1954 – председатель фабричного комитета профсоюза Егорьевского меланжевого комбината,
С 1956 – 2-й, 1-й секретарь Егорьевского городского комитета КПСС, заместитель заведующего отделом, заведующая отделом Московского областного комитета КПСС.
С 1963 – заместитель заведующего отделом ЦК КПСС. С 1965 – заместитель министра лёгкой промышленности СССР.
С 1966 по 1987 заместитель председателя Совета министров РСФСР, С декабря 1987 года на пенсии.
Избиралась депутатом Верховного Совета РСФСР 7-го, 8-го, 9-го, 11-го созывов, Верховного Совета СССР 10-го созыва. Кандидат в члены ЦК КПСС в 1966–1976, член ЦК КПСС в 1976–1989.
Умерла в 2000 году в Москве. Похоронена на Троекуровском кладбище.